# M240
M240 là tên gọi chính thức của Quân đội Hoa Kỳ cho khẩu FN MAG (Mitrailleuse d`Appui Général) - một loại súng sử dụng dây băng đạn, dùng cỡ đạn 7.62x51mm NATO, cơ cấu trích khí phản lực.
M240 được trang bị cho quân đội Hoa Kỳ từ giữa năm 1980. Ngoài bộ binh, M240 còn được sử dụng trên các phương tiện cơ giới, tàu thuyền, máy bay,.. Mặc dù không phải là khẩu trung liên nhẹ nhất từng được sử dụng, M240 được đánh giá cao bởi độ tin cậy và ưu điểm trong sự đồng bộ hóa giữa các thành viên khối NATO
Tất cả các biến thể của M240 đều sử dụng dây băng đạn tự rã, một số biến thể có thể sử dụng được cả dây đạn không tự rã (phải thay một số bộ phận đơn giản). Có nhiều khác biệt lớn giữa các biến thể của súng về mặt trọng lượng và các bộ phận, do đó việc hoán đổi các bộ phận của các biến thể với nhau đôi khi không thực hiện được. M240 được sản xuất bởi FN Manufacturing, một trụ sở đặt tại Mỹ của hãng Fabrique Nationale d'Herstal.
M240 thường được sử dụng với giá 2 chân, 3 chân hoặc gắn trên các phương tiện.

## Phát triển
Sản xuất bởi Fabrique Nationale d'Herstal, FN MAG được quân đội Hoa Kỳ chọn cho nhiều vai trò khác nhau, sau nhiều cuộc thăm dò và đấu thầu trên khắp thế giới. Khẩu súng này đã thay thế khẩu M60 trong hầu hết vai trò sử dụng và thay thế luôn những loại trung liên khác trong vai trò súng máy đồng trục. Những khẩu M60 vẫn tiếp tục được sử dụng và dần dần được thay thế bởi những khẩu M240 mới hơn.
M240 được sử dụng lần đầu tiên năm 1977 trong vai trò súng máy đồng trục trên các xe tăng, sau đó dần dần được sử dụng vào những vai trò khác trong những năm 1980, 1990. Mặc dù được có những bộ phận giống như khẩu M60, độ bền của M240 đã làm cho chúng được tin cậy hơn người tiền nhiệm rất nhiều. M240 có cấu tạo bộ phận trích khí phức tạp hơn M60, điều này làm cho độ tin cậy của súng cao hơn và những yêu cầu về bảo dưỡng cũng thấp hơn. Tuy nhiên giá thành sản xuất và trọng lượng cũng cao hơn M60. Khi so sánh với các loại trung liên khác, M240 có thể bắn trung bình 26000 phát trước khi bị hỏng hóc, một con số khá cao nếu xét tới trọng lượng của súng.
Hiện tại, quân đội Mỹ đang nghiên cứu giảm trọng lượng của M240B xuống từ 4 đến 7 pound, nằm trong dự án giảm trọng lượng M240B của Mỹ.

## Thử nghiệm và đưa vào sử dụng

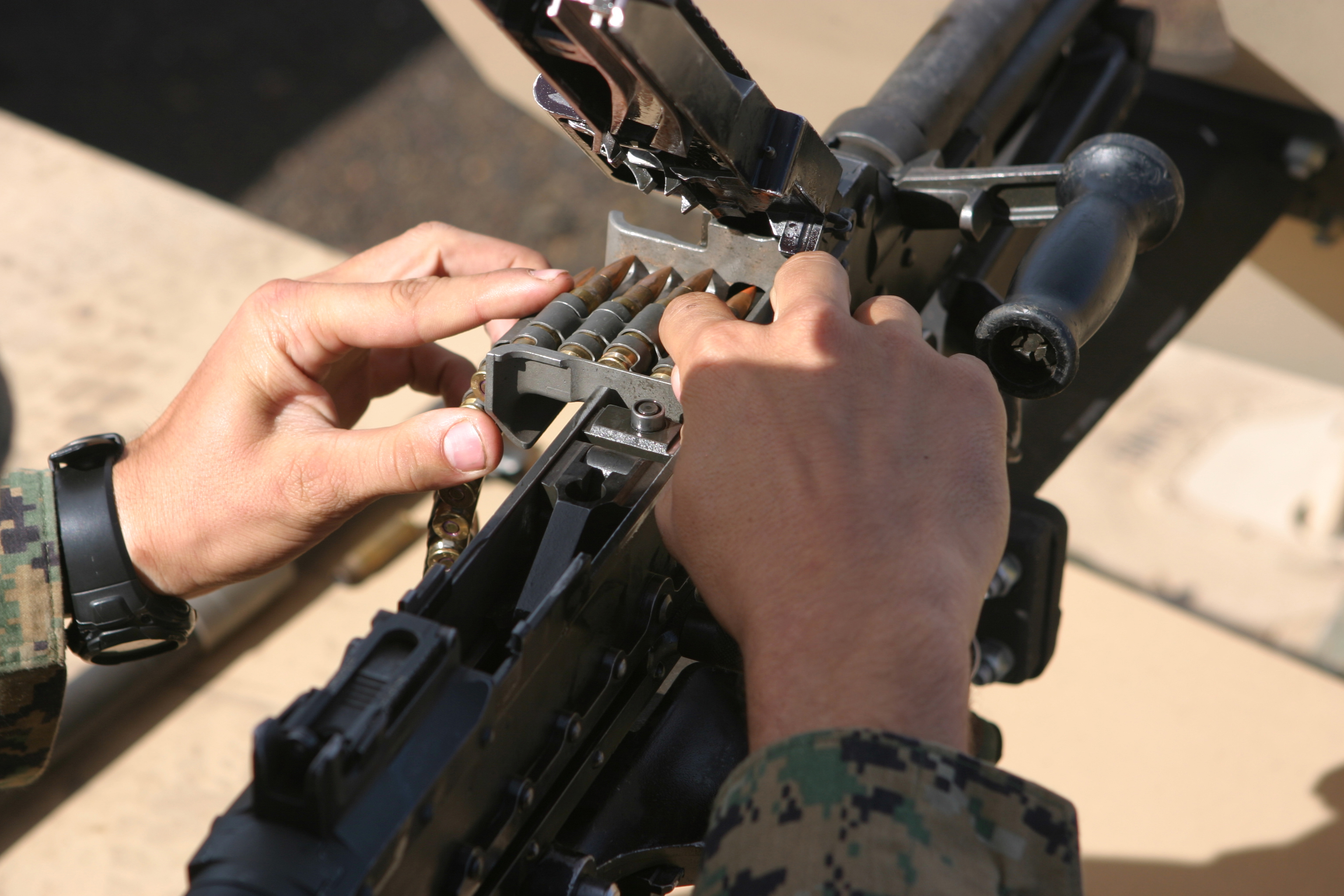
Một lính thủy quân lục chiến Mỹ đang thay đạn cho khẩu M240

Dự án thay thế các súng máy 7,62 mm đồng trục M73 và M219 đang được sử dụng bắt đầu trong giai đoạn cuối thập niên 60, đầu thập niên 70. M240 lẽ ra đã được đưa vào sử dụng trong vai trò đó vào những năm 80, tuy nhiên nó còn được sử dụng bởi bộ binh và các binh chủng khác. Cuối cùng, khẩu súng này được trang bị từ những năm 90 tới nay.
Vào thập niên 70, quân đội Mỹ đã nghiên cứu loại trung liên mới cho các phương tiện cơ giới, thiết giáp. Khẩu M73 có khá nhiều khuyết điểm, phiên bản cải tiến M73E1/M219 cũng không là một giảp pháp tốt. Trong giai đoạn này, có nhiều mẫu thiết kế đến từ nhiều quốc gia đã được xem xét. Hai ứng viên được chọn ra là khẩu M60 và khẩu FN MAG. Hai khẩu súng này được đem ra thử nghiệm một cách toàn diện cùng với loại súng đang sử dụng là M219 để so sánh.
Hai tiêu chuẩn so sánh chính là MRBS (Mean Rounds Between Stoppages, tạm hiểu là số đạn trung bình bắn được giữa 2 lần kẹt đạn có thể sửa chữa trong vài phút) và MRBF (Mean Rounds Between Failures, số đạn trung bình bắn ra giữa 2 lần hỏng hóc các bộ phận súng). Kết quả của M240 - M60E2 - M219 như sau:
| Loại                              | Số đạn bắn ra | MRBS  | MRBF  |
| --------------------------------- | ------------- | ----- | ----- |
| FN MAG 58                         | 50,000        | 2,962 | 6,442 |
| M60E2                             | 50,000        | 846   | 1,669 |
| M219                              | 19,000        | 215   | 1,090 |
| Số đạn tối thiểu đặt ra           |               | 850   | 2,675 |
| Số đạn tối thiểu thỏa mãn yêu cầu |               | 1,750 | 5,500 |

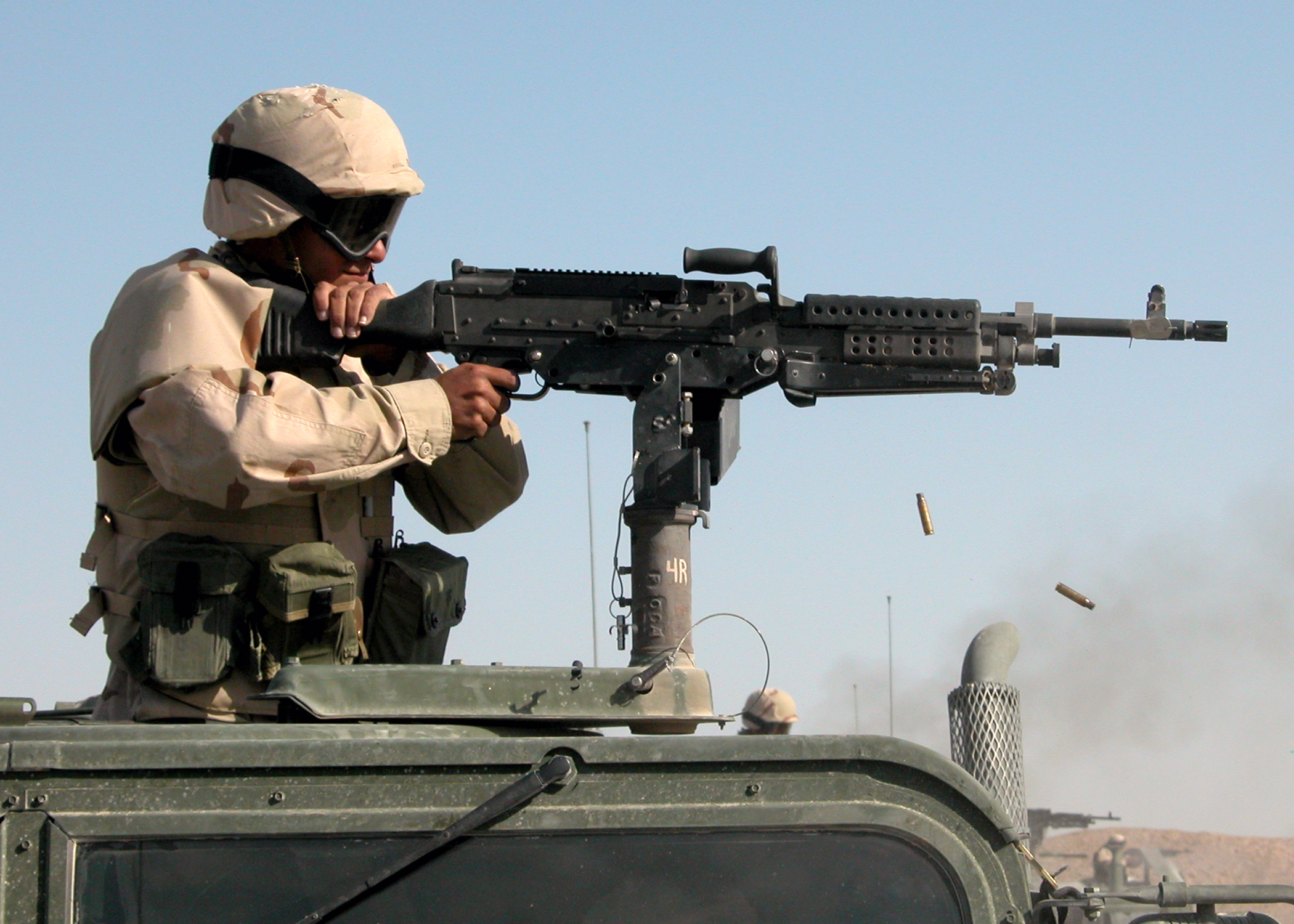
Một người lính đang bắn khẩu M240B trên nóc xe Humvee

Thí nghiệm này chỉ áp dụng cho các loại trung liên của những năm 1970. Khẩu MAG đã được cải tiến nhiều, còn khẩu M60E2 là một phiên bản thiết kế riêng để sử dụng đồng trục và khác biệt với các phiên bản trước. Chất lượng các phiên bản của khẩu M60 khác nhau rất nhiều, ví dụ như ở hai phiên bản M60E4 và M60C. Mẫu thiết kế được chọn là khẩu MAG, về sau được đặt tên là M240. Khẩu súng này sau đó thay thế nhiều loại súng đời trước trong vai trò gắn đồng trục tháp pháo hay gắn trên các xe cơ giới, thiết giáp vào những năm 1980. Sau này M240 tỏ ra phổ biến để trang bị cho cả bộ binh, và do đó phiên bản M240B và M240G ra đời. Thủy quân lục chiến Hoa Kỳ bắt đầu sử dụng M240 vào năm 1991, thay thế cho những khẩu M60 đã già cỗi. M240 được Lục Quân Hoa Kỳ trang bị vào cuối thập niên 90, thay thế cho M60E4, vốn rẻ hơn và nhẹ hơn nhưng lại không có khả năng trang bị phổ biến trên các phương tiện như M240. Một số nước thành viên NATO như Anh cũng sử dụng M240.

## Biến thể

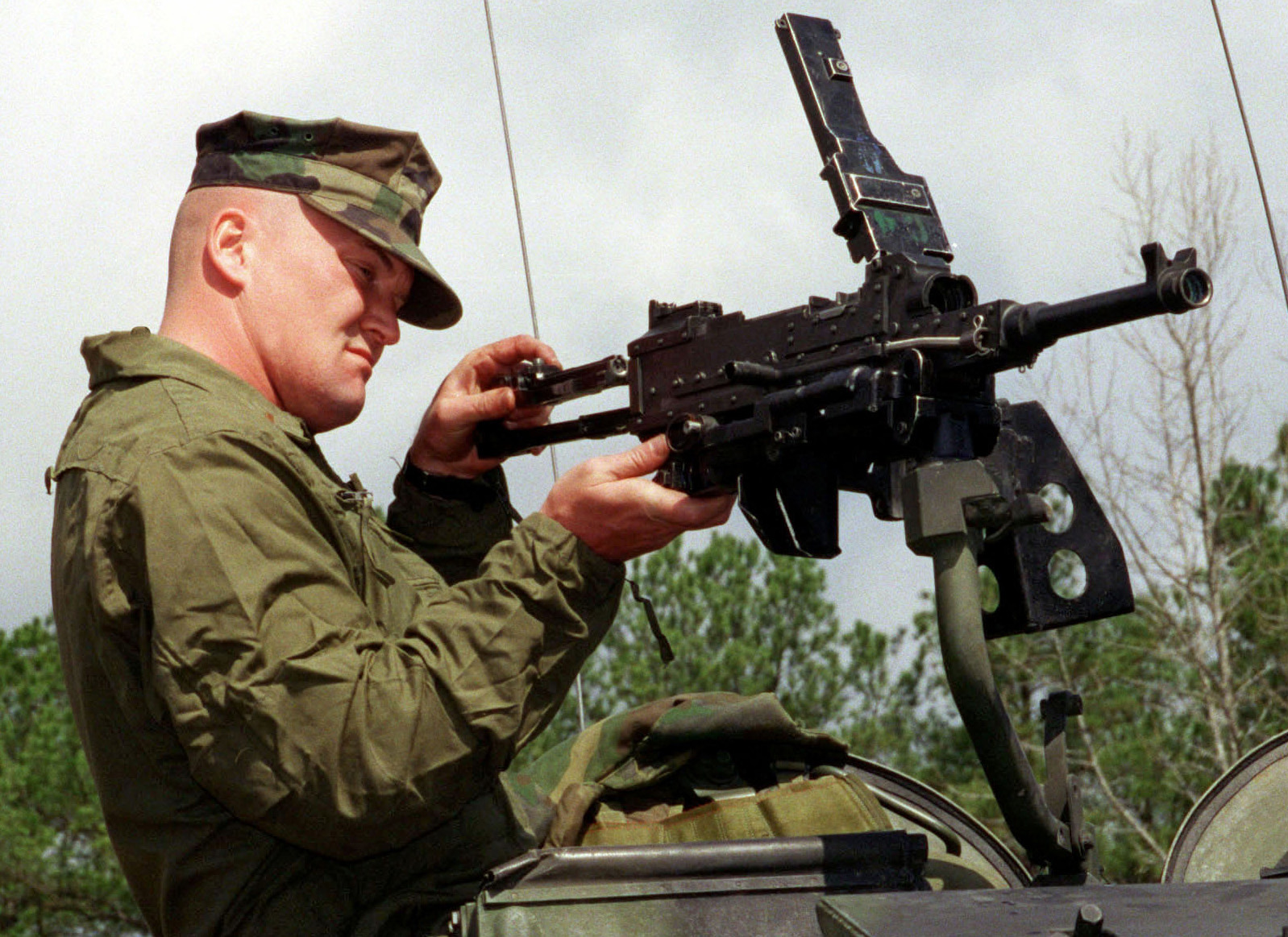
Một lính Thủy quân Lục chiến đang thực hiện thao tác bảo trì M240 gắn trên xe chiến đấu bộ binh LAV

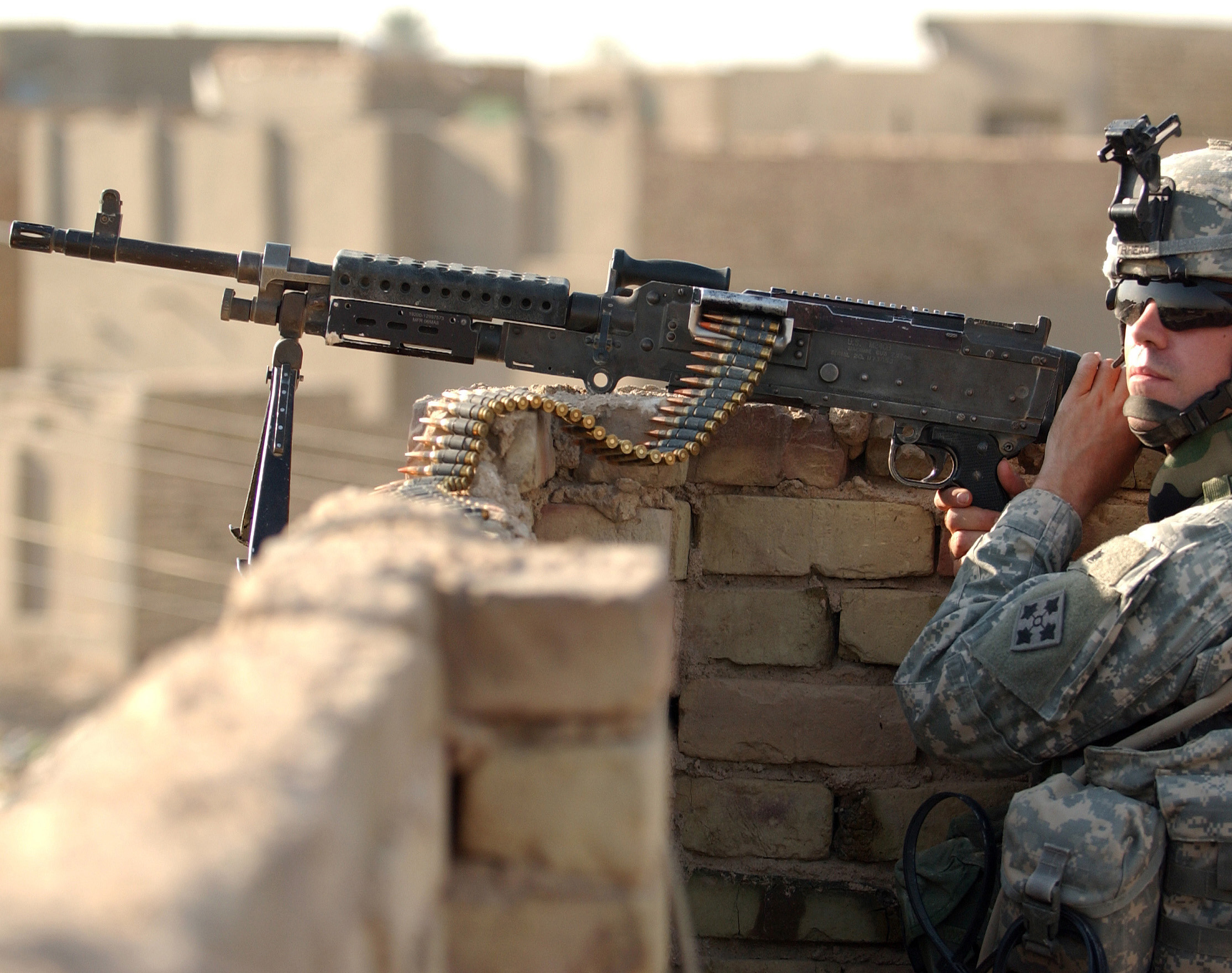
Một lính Mỹ đang sử dụng M240B

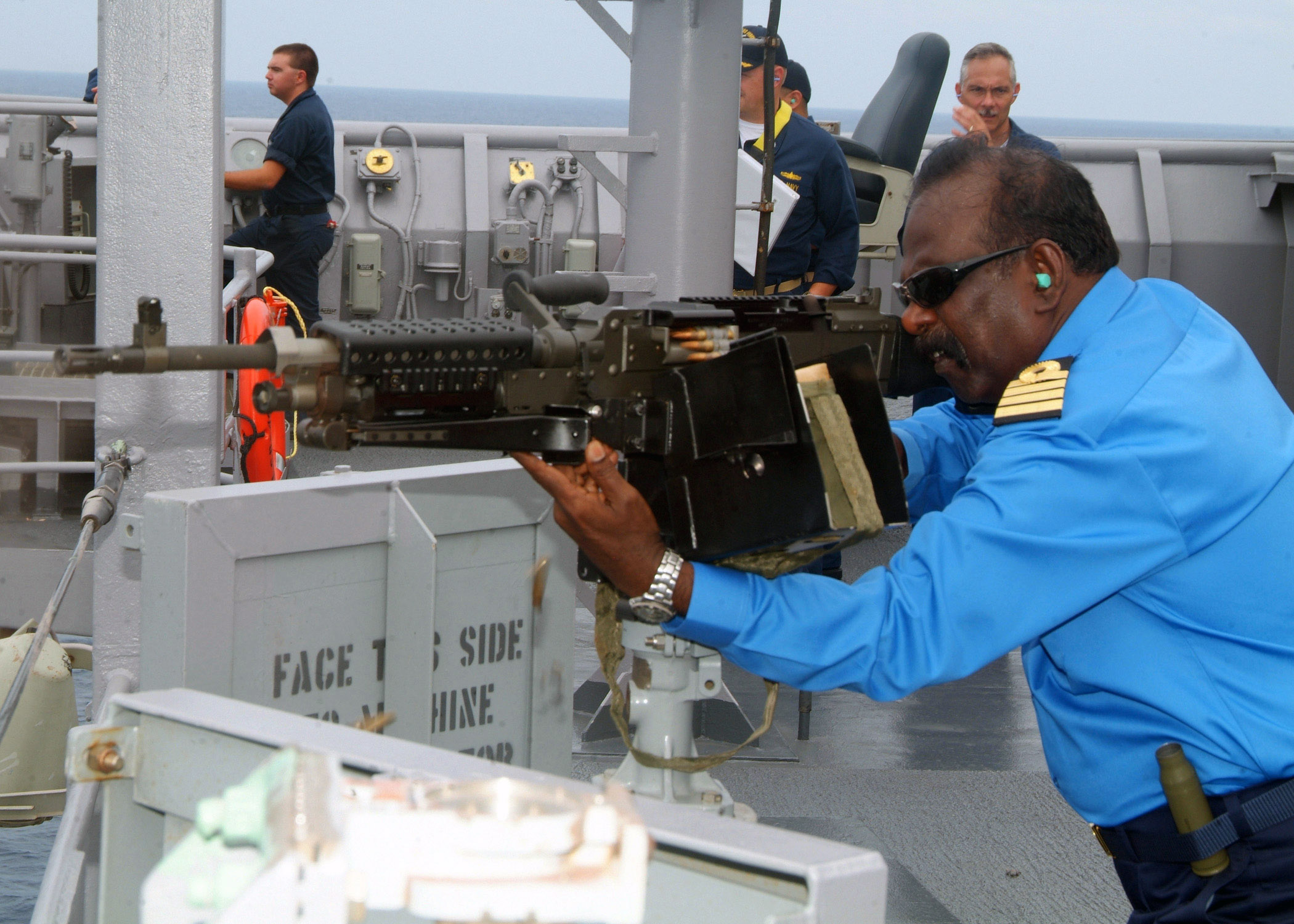
Một sĩ quan Malaysia đang cầm một khẩu M240B

Nhà sản xuất đặt tên cho khẩu súng này là MAG 58. M240 có các thông số giống với MAG 58, điều này cho phép thay đổi các bộ phận của M240 với các bộ phận tiêu chuẩn của MAG 58. Đây là một ưu điểm rất lớn trong việc luyện tập, hậu cần, thay đổi chiến thuật, hiệp đồng binh chủng. Ví dụ, một đơn vị của Mỹ khi phối hợp với lính Anh có thể hỗ trợ các bộ phận M240 cho L7 (MAG 58 phiên bản của Anh) và ngược lại.

### M240
Được lục quân đưa vào sử dụng năm 1977 để thay thế M73 và M219, tới những năm 80, thủy quân lục chiến bắt đầu dùng M240 và M240E1 cho các phương tiện cơ giới như LAV-25 

### M240E4/M240B
M240B là loại trung liên tiêu chuẩn được trang bị cho bộ binh của lục quân Hoa Kỳ và gần đây là thủy quân lục chiến Hoa Kỳ, nó cũng được Không quân Hoa Kỳ, Hải quân Hoa Kỳ và Tuần duyên Hoa Kỳ sử dụng. Được thiết kế cho bộ binh với báng súng và kiềng 2 chân, súng cũng có thể gắn trên boong tàu và các loại tàu nhỏ. Súng thường được gọi là "M240 Bravo" hoặc chỉ đơn giản là "240", tuy nhiên khi viết thì vẫn là M240B.
Khẩu M60E4 (Hải quân gọi là Mk 43) cạnh tranh với M240E4 trong một cuộc thử nghiệm trung liên cho bộ binh vào những năm 1990 nhằm thay thế khẩu M60 vốn đã già cỗi. M240E4 thắng cuộc và sau đó được đặt tên lại là M240B. Điều này dẫn tới việc khoảng 1000 khẩu M240 được gửi tới hãng FN để trùng tu, kiểm tra và thay thế các bộ phận để bộ binh có thể sử dụng được. Tuy nhiên, một bộ phận giảm xóc thủy lực được gắn thêm cho M240B để có độ giật tương đương như khẩu M60. Vì khẩu M240B đáng tin cậy hơn khi thử nghiệm nên nó nặng hơn M60E4 một vài pound, và một dự án cho trung liên hạng nhẹ đang đực thực hiện đầu những năm 2000.
M240 đang được thử nghiệm với loại báng súng có thể điều chỉnh được, thay thế cho loại báng súng hiện đang sử dụng.

### M240C

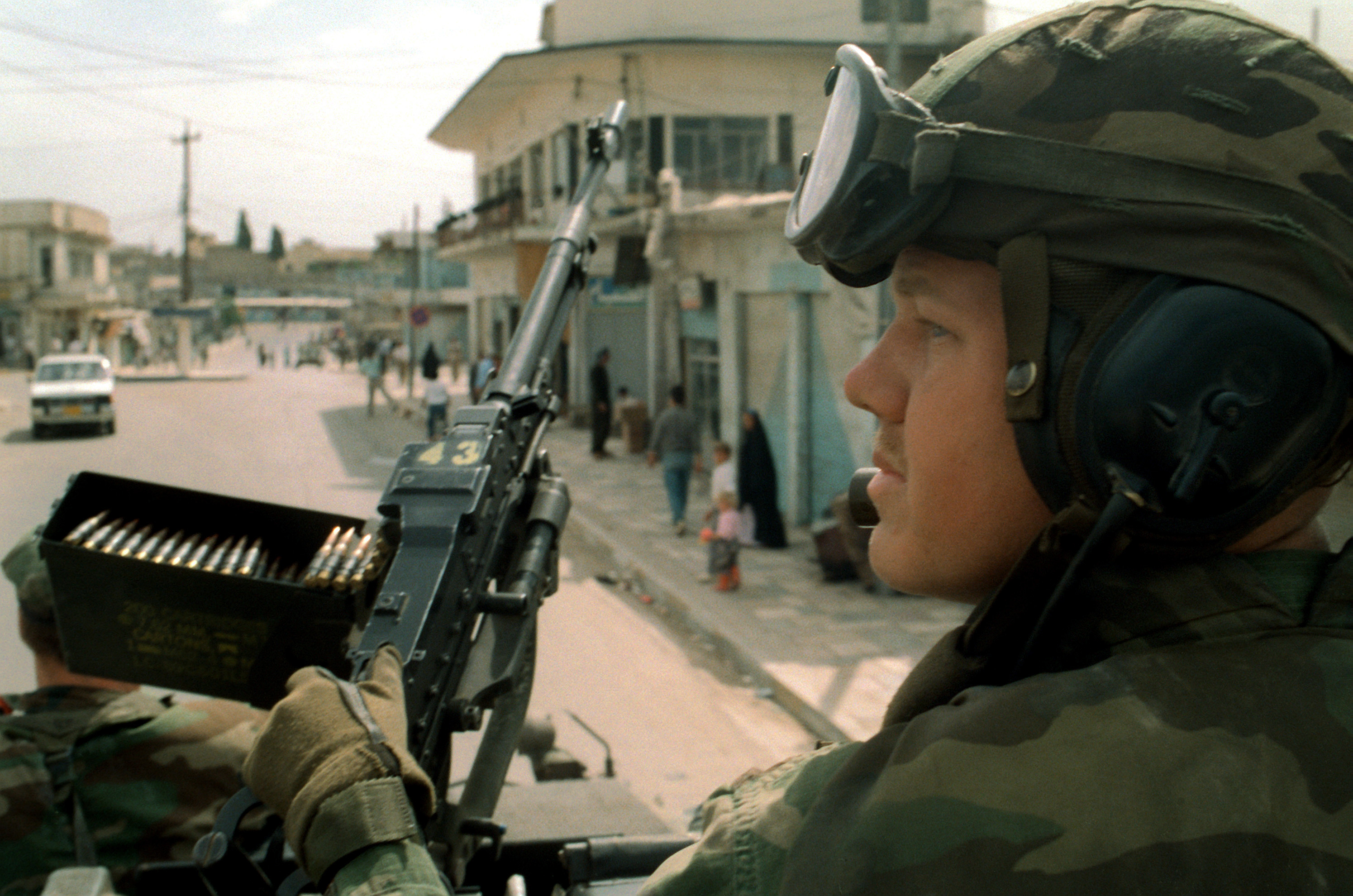
Phiên bản M240E1 trên xe chiến đấu bộ binh LAV-25

M240C là một phiên bản của M240 gắn đồng trục trên các phương tiện cơ giới, tuy nhiên có một bộ phận nạp đạn cho người thuận tay phải trên các xe chiến đấu bộ binh M2/M3 Bradley và LAV.

### M240E1 và M240D
M240D có thể được lắp trên máy bay với thước ngắm trước sau và một bộ phận cò sử dụng 2 tay để bắn. M240D cũng có thể lắp thêm gói "Egress Package" (gồm có bộ che chớp đầu nòng, đầu ruồi, thước ngắm, cần mang vác, kiềng 2 chân, tay cầm) cho bộ binh, sử dụng để tăng cường hỏa lực cho phi hành đoàn khi bị bắn rơi. M240D là phiên bản cải tiến của M240E1, thay đổi chủ yếu là ở đường rãnh để gắn ống ngắm quang học ở phía trên nắp đậy dây băng đạn. M240E1 cũng có thể lắp bộ phận cò bắn bằng 2 tay.

### M240G

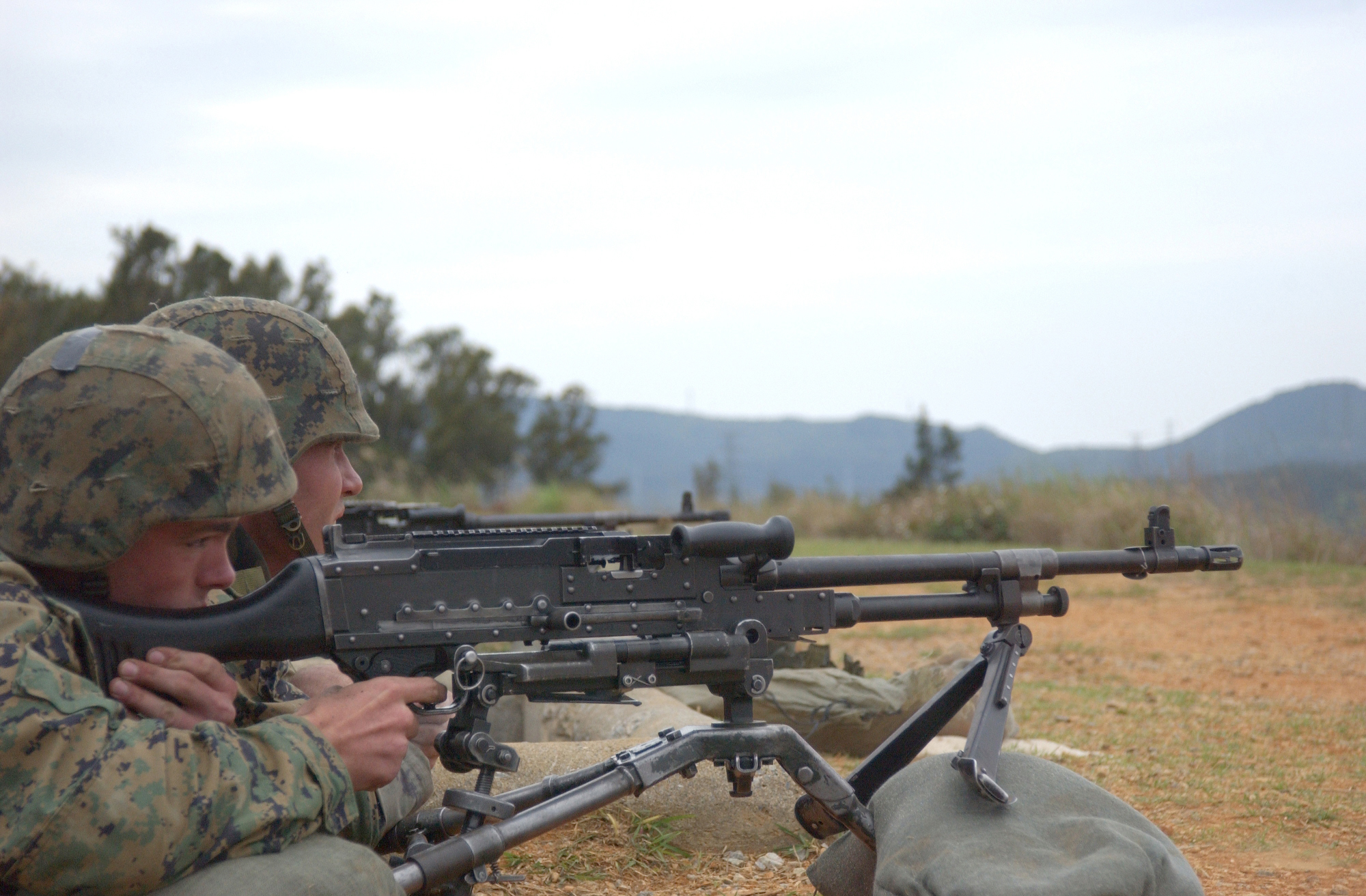
Hai thủy quân lục chiến Mỹ đang sử dụng M240G đặt trên kiềng ba chân

M240 được sử dụng phổ biến trong lực lượng thủy quân lục chiến Hoa Kỳ, trên bộ, trên xe cơ giới và cả trên máy bay. M240G là phiên bản dùng trên bộ của M240 và M240E1. Để sử dụng mặt đất thì cần lắp thêm bộ "Egress Package" (cũng giống M240D) cho M240G. Phiên bản này không có nắp bảo vệ nhiệt của nòng súng, do đó nhẹ hơn M240B vài pound, khoảng 11,6 kg. M240G có 3 chế độ bắn, cho phép bắn từ 650 tới 950 phát/phút.

### M240E5/M240H
M240H là một phiên bản phát triển từ M240D, trang bị bộ phận che chớp đầu nòng đã được cải tiến và rãnh gắn kính ngắm quang học, súng được thiết kế để có thể tháo lắp bộ "Egress Kit" cho bộ binh nhanh hơn. Chiều dài súng 1046 mm, nòng dài 599 mm và nặng 11,9 kg.

### M240L

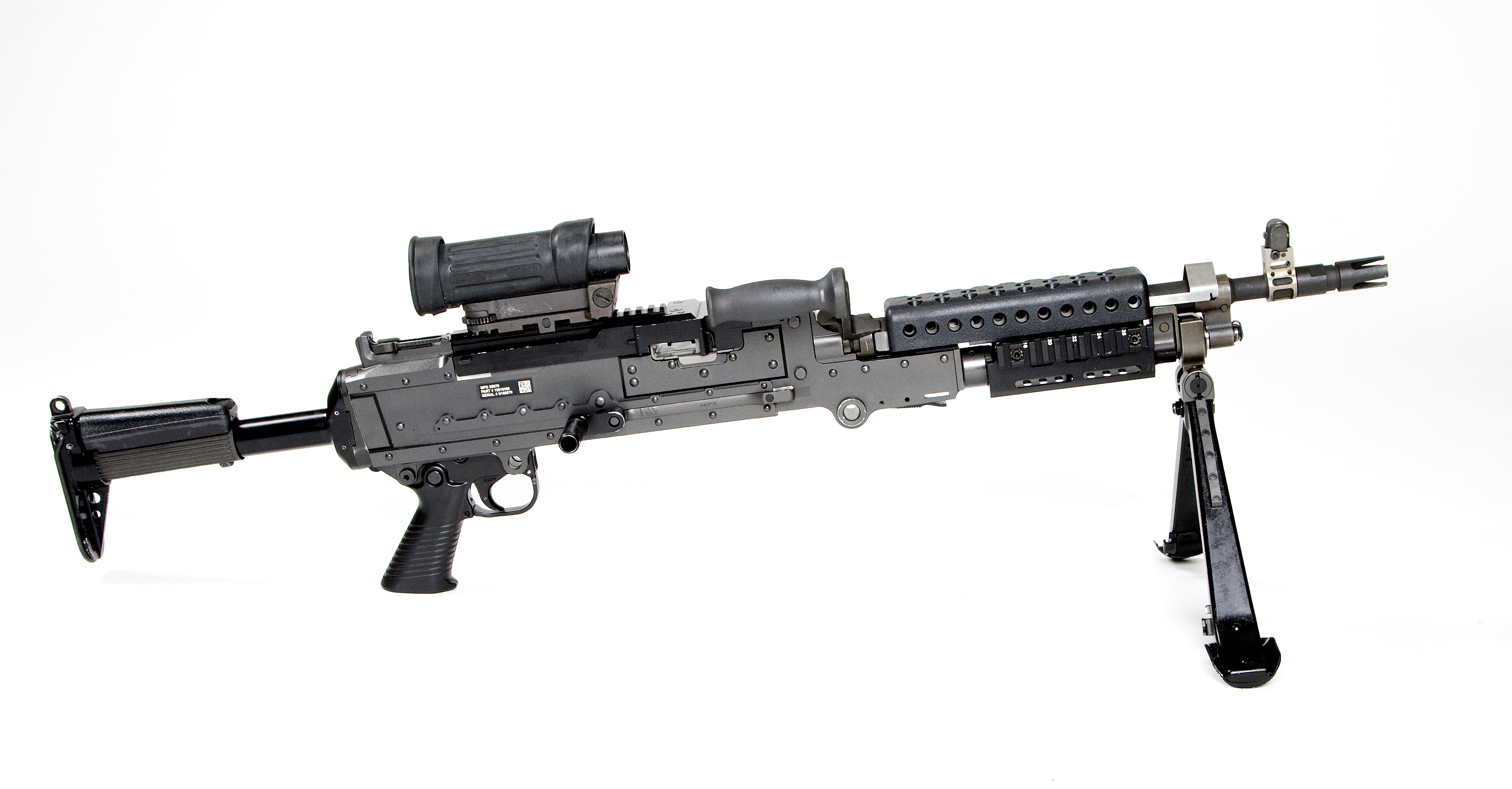
Biến thể súng máy hạng nhẹ của M240L

M240L là phiên bản nằm trong dự án giảm trọng lượng M240B của Mỹ, trước đây là M240E6. M240L được dự định là sẽ nhẹ hơn 5 pound so với M240B. Kết quả sẽ mang lại sự cơ động trong di chuyển, sử dụng và giảm khối lượng cho bộ binh. Người ta tin rằng khẩu súng này được xếp vào loại tuyệt mật trong quý 4 của năm tài chính 2010

## Hoạt động
Lên đạn và sẵn sàng bắn bằng cách kéo chốt lên đạn về phía sau, đồng thời chốt lên đạn sẽ giữ khóa nòng ở phía sau. Nạp đạn bằng cách mở nắp che bệ khóa nòng và cho dây băng đạn vào, đóng nắp lại và súng đã trong tư thế sẵn sằng bắn. Khi chốt lên đạn được đẩy tới trước thì khẩu súng trong thế an toàn.
Trong tư thế chuẩn bị bắn thì khóa nòng súng để mở, nằm ở phía sau; kim hỏa thì cố định với bộ khóa nòng. Khi bóp cò thì khóa nòng trượt về trước khóa kín buồng đạn lại, đồng thời kim hỏa cũng đập vào đuôi đạn để viên đạn nổ. Vì sử dụng cơ cấu này nên súng không cần phải có búa để đập vào kim hỏa như các loại súng ổ đạn kín như AK-47 hay M-16. Một bộ phận hãm cò súng được sử dụng để điểu chỉnh cơ cấu bắn sao cho tốc độ bắn đều, chính xác và súng hoạt động ổn định.Tuy nhiên, bắn trong tư thế khóa nòng mở dễ dẫn đến tai nạn súng tự bắn do khóa nòng tự động trượt tới. Điều này xảy ra khi lực tác động lên khóa nòng đủ để nó vượt qua được bộ hãm cò súng và tự trượt về phía trước mà không cần bóp cò. Chế độ khóa an toàn cũng không có tác dụng khi súng xảy ra hiện tượng này.
Để vệ sinh súng thì cần đảm bảo khóa nòng đã được kéo về sau và chốt an toàn đã được bật. Mở nắp che bệ khóa nòng lên và tháo dây băng đạn còn lại ra (nếu còn), sau đó kiểm tra phía ổ đạn và khóa nòng. Vỏ đạn còn sót lại hay cái mấu nối của dây băng đạn phải được tháo bỏ, khẩu súng bây giờ được xem là đã an toàn. Trong trường hợp vẫn còn một viên đạn còn nguyên bị vướng vào khóa nòng thì phải dùng que thông thòng hoặc một vật cứng để tháo viên đạn ra. Nếu còn viên đạn nào bị kẹt ở ổ đạn, người thao tác phải kiểm tra ngay xem ổ đạn có quá nóng để cho viên đạn có thể tự phát nổ không. Nếu nòng súng quá nóng, thì người này phải tránh mặt xa ra khỏi ổ đạn, đợi đến khi nòng súng và ổ đạn nguội xuống rồi mới tháo viên đạn ra. Trong nhiều tình huống, việc cố gắng lấy viên đạn còn đang trong ổ đạn nóng ra sẽ làm cho viên đạn tự phát nổ khi vừa được lấy ra, gây nguy hiểm xung quanh. Một cách khác để xử lý tình huống này là người thao tác lau chùi súng có thể mở khóa an toàn và bóp cò bắn viên đạn còn kẹt trong ổ đạn ra, tuy nhiên phải lưu ý bắn vào chỗ an toàn, không người để không gây thương vong đáng tiếc.
Tốc độ bắn có thể điều chỉnh ở 3 mức. Mức 1 cho phép bắn ở tốc độ khoảng 750 phát/phút; 2 mức sau lần lượt là khoảng 850 và 950 phát/phút. Điểu chỉnh tốc độ bắn bằng cách gỡ nòng súng ra, tháo nắp che và vặn bộ điều chỉnh khí phản lực, thay đổi lượng khí trích phản lực nhiều hay ít. Các thao tác điều chỉnh này thường được thực hiện trước khi ra trận bởi vì nó gây phiền toái cho người bắn khi đang tác xạ trên mặt trận.
Nòng súng được thay rất nhanh nhờ vào nút mở chốt khóa nòng súng bên trái của súng. Phải giữ khóa nòng phía sau, ổ đạn không còn đạn mới nhấn nút, xoay tay cầm về bên trái để tháo nòng súng ra. Khi xoay tay cầm vào đến giữa súng rồi mới thả nút ra, thay nòng súng khác rồi lại nhấn nút, xoay tay cầm về bên phải.
Khi bắn liên tục trong thời gian lâu, người bắn cần phải cẩn thận không để chạm tay vào nòng súng. Nòng súng có thể trở nên rất nóng và đốt cháy da trong nháy mắt. Chúng có thể nóng và phát sáng mà bất cứ ai sử dụng các thiết bị dò tia hồng ngoại như kính nhìn đêm đều có thể thấy dễ dàng.

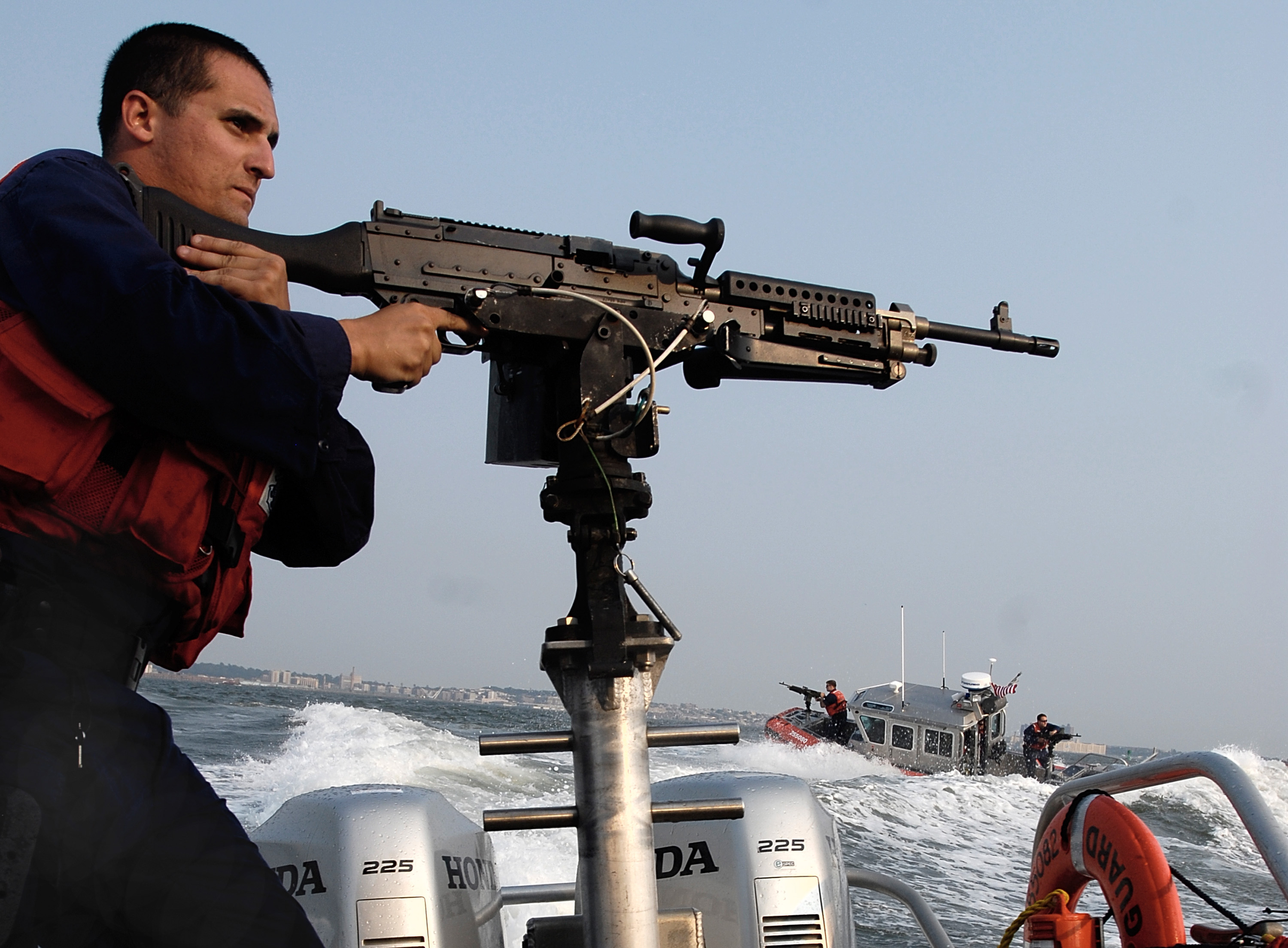
Một nhân viên lực lượng tuần duyên đang giữ khẩu M240B

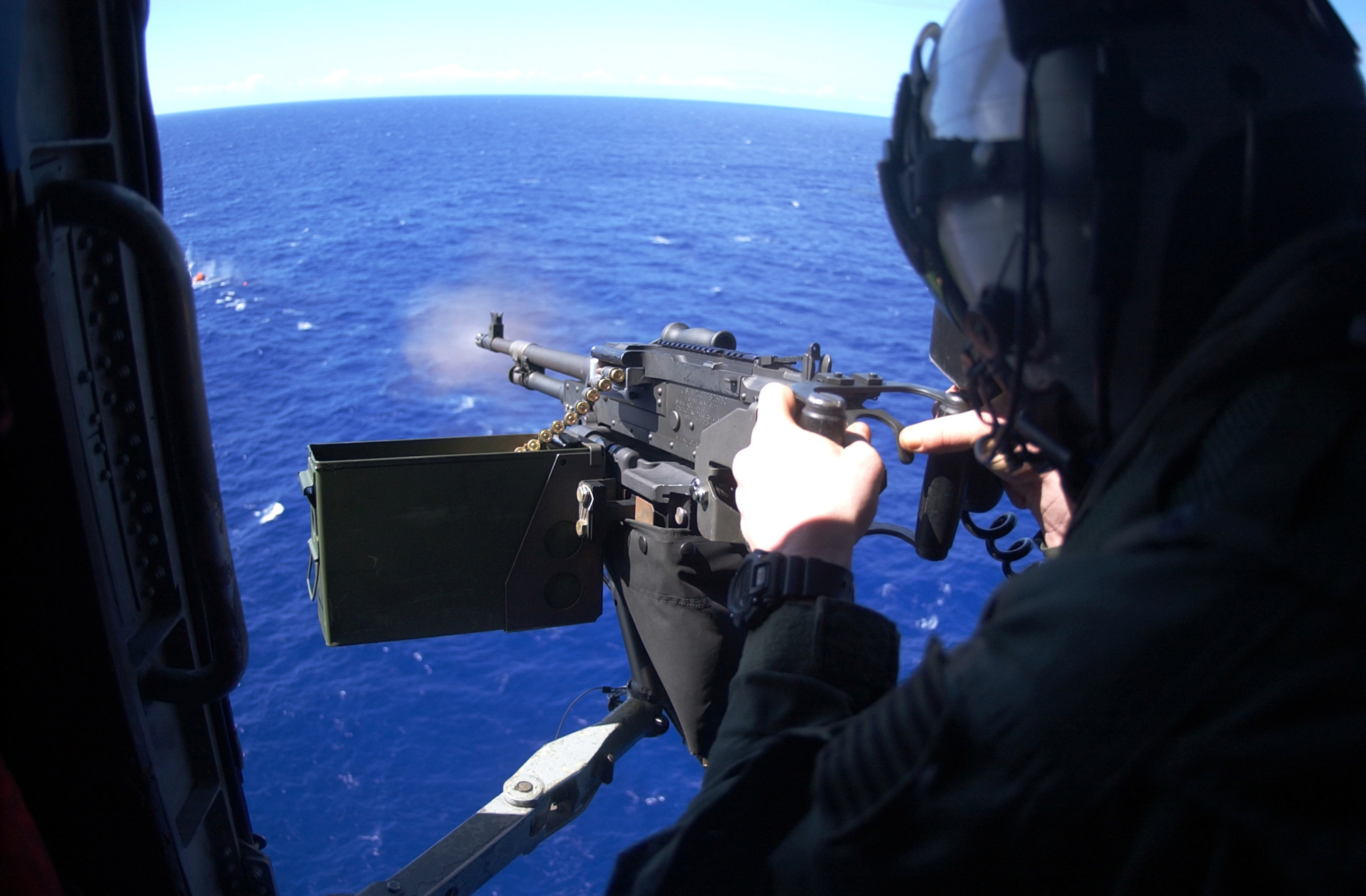
Một người lính đang bắn M240D từ trực thăng SH-60F Sea Hawk

## Những phản hồi đối với phiên bản M240B
M240B là một khẩu súng thành công và được đánh giá cao, tỏ ra rất hiệu quả trong chiến đấu ở Afghanistan và Iraq ở vai trò hỏa lực yểm trợ cho các loại vũ khí sử dụng đạn nhỏ hơn (5.56x45 mm NATO) như M249, M16, M4. Loại đạn 7.62x51mm NATO có hỏa lực và sức xuyên phá tốt, một ưu điểm trong chiến tranh đường phố với các lực lượng Iraq. Nhìn chung, với những ghi nhận trên thực chiến, M240B vượt trội hơn M60 nhiều. Một cuộc thăm dò bởi Natick Soldier Center tháng 4/2002 về khẩu M240B ở chiến trường Afghanistan đã cho kết quả:
- 17% nói rằng họ có giao chiến với đối phương bằng M240B;
- 42% nói rằng họ gặp vấn đề trong việc tìm phụ tùng thay thể ở Afghanistan (nòng, lò xo, pin T&A, tấm bảo vệ nhiệt, chốt hãm cò súng, chốt lăn nhỏ, bao đựng nòng thay thế, dụng cụ lau chùi,..);
- 1 người lính nói về hệ thống cấp đạn kép 2 dây băng cùng lúc;
- 50% nói rằng họ cần có cách gì đó tốt hơn để mang theo đạn (ví dụ như hộp đựng dây băng đạn, v.v..);
- 100% cảm thấy tự tin với khẩu súng của mình;
- 82% cảm thấy khẩu M240B đáng tin cậy;
- 60% cảm thấy việc mang vác và lắp đặt súng cần phải dễ dàng hơn;

Ngày 15/5/2003, một bản báo cáo về ý kiến của những người lính trên chiến trường Iraq của trung tá Jim Smith, quân đội Hoa Kỳ, báo cáo này có viết về khẩu M240B như sau:
Binh sĩ rất tự tin về vũ khí của họ. Một lần nữa, đa số các ý kiến đều tích cực; những ý kiến tiêu cực thường liên quan tới trọng lượng súng. Họ nghĩ nên làm kiềng 3 chân bằng vật liệu nhẹ hơn. Ngoài ra túi đựng đạn bằng nilon cũng hay bị chảy ra khi chạm vào nòng súng đang nóng. Những gợi ý khác bao gồm việc thiết kế kiềng 2 chân gấp lại được như của khẩu súng M249 SAW, cột dây kim loại làm miếng che nhiệt và một hệ thống để có thể mang theo dây băng 300-400 viên đạn.
Tháng 5/2006, một buổi thuyết trình của Trung tâm Lục Quân Hoa Kỳ đưa ra 3 kết luận về khẩu M240B:
- Binh lính liên tục nhận xét rất tích cực về khẩu súng này;
- Tốc độ bắn cao và hiệu quả tốt lên mục tiêu;
- Độ bền tốt;

Những nhận xét này dựa trên cuộc khảo sát 3300 binh sĩ từ 8 sư đoàn của quân đội Hoa Kỳ (các đơn vị đang hoạt động, tuần duyên và các đơn vị dự bị).

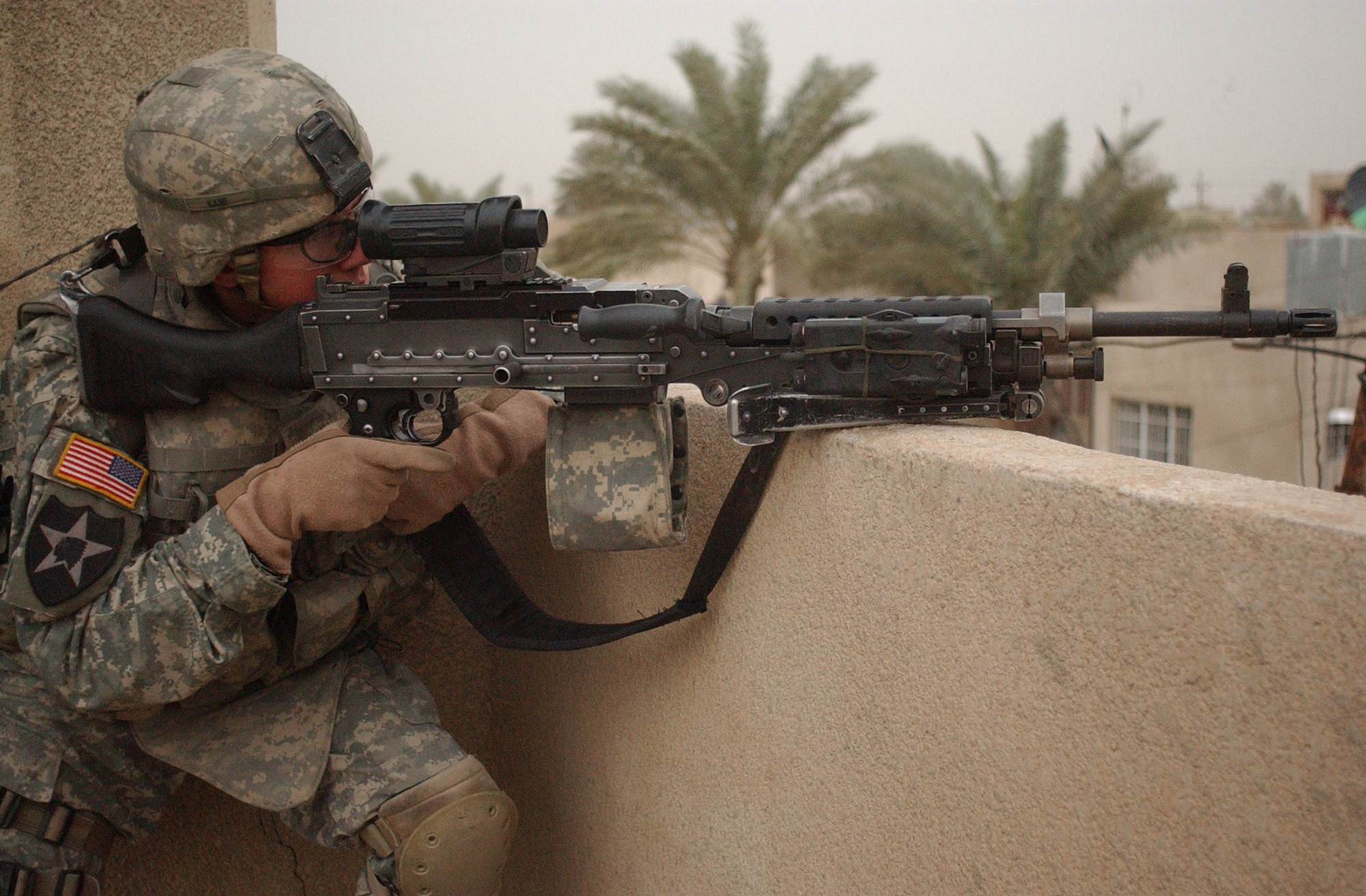
Một người lính thuộc sư đoàn bộ binh 2 trên nóc một tòa nhà đang giữ khẩu M240B với kính ngắm cho súng máy M145 và bộ lade ngắm/chỉ mục tiêu/chiếu sáng AN/PEQ-2

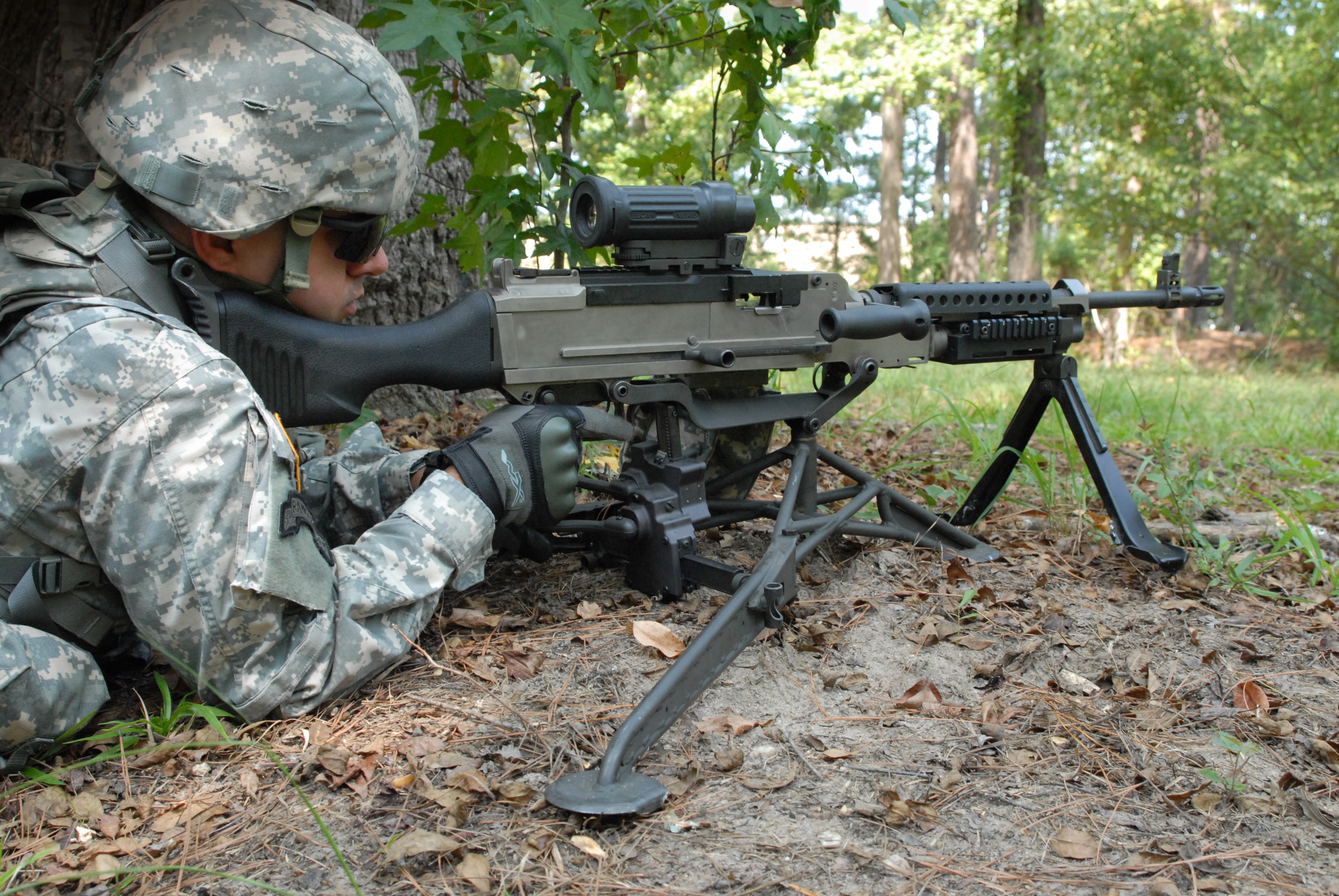
M240L được đặt trên kiềng 3 chân hạng nhẹ M192

## Link tham khảo
- Chapter 3, M240B Machine Gun, Field Manual 3-22.68, Crew-Served Machine Guns, 5.56-mm and 7.62-mm, Department of the Army, 31 tháng 1 năm 2003
- Federation of American Scientists: M240
- Video #1 of M240
- Bắn thử M240